# Paradoks hipergry
Paradoks hipergry – czy gra nazwana hipergrą polegająca na tym, że jeden z graczy wybiera grę skończoną, a drugi wykonuje w niej pierwszy ruch jest grą skończoną?

## Gra skończona
Jest to każda gra dwuosobowa, która musi zakończyć się w skończonej liczbie ruchów. Na przykład kości, scrabble czy kółko i krzyżyk są grami skończonymi - niemożliwe jest w nich wykonanie nieskończonej ilości ruchów.

## Hipergra
W hipergrze pierwszy z graczy wybiera dowolną grę skończoną, następnie drugi gracz wykonuje pierwszy ruch w grze wyznaczonej przez pierwszego gracza, potem z kolei pierwszy gracz wykonuje drugi ruch w tej grze itd.
Na przykład pierwszy gracz wybiera szachy, więc drugi wykonuje na szachownicy ruch białymi, następnie pierwszy - czarnymi itd.

## Paradoks
Problem pojawia się przy próbie odpowiedzi na pytanie, czy hipergra jest grą normalną.
Na pierwszy rzut oka może się wydawać, że hipergra jest grą normalną. Zauważmy, że do rozegrania całej hipergry potrzebny jest jeden ruch (na wybór gry normalnej) plus skończona liczba ruchów wybranej gry normalnej, zatem hipergra musi skończyć się w skończonej liczbie ruchów, czyli jest grą normalną. 
Jeśli jednak przyjmiemy, że hipergra jest grą normalną, okazuje się, że można wskazać nieskończoną sekwencję ruchów w hipergrze, czyli da się udowodnić, że hipergra nie jest grą normalną. Ta sekwencja ma następującą postać: w pierwszym ruchu hipergry pierwszy gracz jako grę normalną obiera hipergrę (ma do tego prawo, ponieważ hipergra jest jedną z gier normalnych), następnie drugi gracz także wybiera hipergrę, pierwszy z graczy znowu wybiera hipergrę i tak dalej w nieskończoność. 
Najpierw wykazaliśmy więc, że hipergra jest grą normalną, a następnie na tej podstawie udowodniliśmy, że hipergra nie jest grą normalną, co jest oczywiście niedorzecznością (jest to sprzeczność). 
Paradoks hipergry wymyślił matematyk William Zwicker.